# Seqocrypta mckeowni
Seqocrypta mckeowni là một loài nhện trong họ Barychelidae. Loài này phân bố ờ New South Wales.